# Веласко Франко, Хосе Мигель де
Хосе Мигель де Веласко Франко (исп. José Miguel de Velasco Franco; 29 сентября 1795 — 13 октября 1859) — боливийский политический деятель, участник борьбы за независимость, четырежды занимал пост президента страны (1828, 1829, 1839—1841 и 1848), больше чем кто-либо другой до Виктора Паса Эстенссоро. Во время третьего, самого длинного из указанных сроков пребывания в должности, он утвердил конституцию Боливии.